# Innocent Love
「Innocent Love」（イノセント ラヴ）は、2006年10月25日発売されたTHE ALFEE54枚目のシングル。

## 概要
TBS系ドラマ・中部日本放送開局50周年記念ドラマ『みこん六姉妹』主題歌。
『希望の橋』（「サラリーマン金太郎」・2004年）以来3作連続TBS系ドラマのタイアップであるが、中部日本放送制作（CBC）ドラマの主題歌は本作が初。
カップリング曲は「2006年大阪国際女子マラソン」イメージソング。
本作はビデオクリップを収録したDVD付初回限定盤・ボーナス・トラック2曲入り紙ジャケット仕様・「オリジナルメロ譜」付通常盤の3形態で発売された。

## 収録曲
全曲作詞・作曲：高見沢俊彦　編曲：THE ALFEE

### DVD付初回限定盤、通常盤
1. Innocent Love
2. ONE
3. Innocent Love ～Original Instrumental～

### 紙ジャケット仕様
1. Innocent Love
2. ONE
3. Innocent Love ～Original Instrumental～
4. (BONUS TRACK)Innocent Love 〜Acoustic Guitar Instrumental #1〜
5. (BONUS TRACK)Innocent Love 〜Acoustic Guitar Instrumental #2〜

## 関連作品
- 『40th Anniversary 2014 Video Clips Ⅱ+（Blu-ray Edition）』（2014年8月6日） - 「Innocent Love」のプロモーションビデオを収録。内容はシングルの初回限定盤付属DVDと同様。